# Ghiacciaio Rainey
Il ghiacciaio Rainey è un ghiacciaio lungo circa 25 km situato nella parte nord-occidentale della Dipendenza di Ross, nell'Antartide orientale. Il ghiacciaio, il cui punto più alto si trova a circa 2700 m s.l.m., si trova nell'entroterra della costa di Borchgrevink e della costa di Scott, dove si forma scendendo dal versante nord-orientale della dorsale Deep Freeze, e fluisce verso est, costeggiando il versante settentrionale della cresta Archambault fino unire il suo flusso a quello del ghiacciaio Campbell.

## Storia
Il ghiacciaio Rainey è stato così battezzato dai membri del reparto settentrionale della spedizione neozelandese di ricognizione geologica antartica svolta nel 1962-63, in onore di Denys Rainey, un cartografo che assistette diverse spedizioni neozelandesi in Antartide.